# Kokusai Ki-76
Il Kokusai Ki-76 è stato un aereo da osservazione e collegamento sviluppato dall'azienda aeronautica giapponese Nippon Kokusai Koku Kogyo nei primi anni quaranta per il Servizio aeronautico dell'esercito imperiale giapponese (Dai-Nippon Teikoku Rikugun Kōkū Hombu), durante la seconda guerra mondiale, utilizzato estesamente fino al termine del conflitto. Al velivolo venne assegnato dagli alleati il nome in codice Stella

## Storia del progetto
Nel 1940 il Kōkū Hombu, l'allora ministero dell'aviazione del Giappone, emise una specifica per la fornitura di un nuovo modello di velivolo, adatto sia a compiti di cooperazione con i propri reparti di artiglieria, comunicando in volo i risultati e le eventuali correzioni di tiro, che come trasporto leggero di personale tra diverse basi o teatri operativi. A questo scopo venne contattata la Nippon Kokusai Koku Kogyo, affidando la progettazione e lo sviluppo di un aereo adatto all'ufficio tecnico dell'azienda diretto dall'ingegnere Kozo Masuhara.
Il gruppo di lavoro prese spunto dal pari ruolo dell'alleato tedesco Fieseler Fi 156 "Storch", riproponendo la sua impostazione generale, monomotore, monoplano ad ala alta e robusto carrello d'atterraggio fisso per operare da campi non preparati, pur non essendone una sua evoluzione o copia realizzata su licenza. I due modelli si differenziavano essenzialmente per due soluzioni tecniche, nella velatura, dove il velivolo giapponese adottava ipersostentatori a scorrimento in luogo di quelli "a fessura", e nella motorizzazione, che come nella quasi totalità dei velivoli giapponesi era affidata ad un motore radiale, in questo caso un 9 cilindri Hitachi Ha-42 da 280 hp, invece che l'8 cilindri a V Argus As 10 utilizzato sullo Storch.
Il prototipo venne portato in volo per la prima volta nel maggio 1941, quindi inviato alle autorità militari per le prove ufficiali dove effettuò la valutazione comparativa proprio con un Fi 156 importato dalla Germania. Al termine delle prove i risultati furono giudicati soddisfacenti ed in linea con quanto richiesto dalle specifiche, di conseguenza l'Esercito imperiale emise un ordine di fornitura nel novembre 1942 indicando il modello "Aereo da collegamento e comando per l'Esercito Tipo 3" o, secondo altra convenzione, Ki-76.

## Tecnica
Il Kokusai Ki-76 era un aereo monomotore ad ala alta controventata a struttura mista con caratteristiche STOL di aspetto simile al tedesco Fieseler Fi 156 Storch e all'italiano IMAM Ro.63, anch'esso ispirato al modello concepito da Gerhard Fieseler.
La fusoliera era realizzata con una struttura in tubi d'acciaio saldati, rivestita anteriormente, nella zona del motore, in lamiera e posteriormente in tela trattata, la quale integrava la cabina di pilotaggio a due posti affiancati e posteriormente da una sezione destinata ad accogliere un terzo membro dell'equipaggio o i passeggeri. Tutta la sezione era fornita di ampia finestratura, anteriore, laterale e superiore, al fine di massimizzare il campo visivo dell'equipaggio. Posteriormente terminava in un impennaggio classico monoderiva con piani orizzontali rinforzati da  aste di controvento.
La velatura, di tipo monoplano, era costituita da un piano alare a pianta rettangolare montato alto sulla fusoliera, rinforzato da una coppia di aste di controvento "a V", dotato di un sistema di ipersostentazione con alette Handley-Page sul bordo d'attacco e ipersostentatori a scorrimento su quello d'uscita. Le due semiali erano incernierate in modo da poter essere ripiegate all'indietro al fine di consentire un più agevole rimessaggio, soluzione utile a guadagnare spazio laterale prezioso nello stoccaggio in una portaerei.
Il carrello d'atterraggio era di tipo triciclo posteriore, con elementi anteriori ruotati a carreggiata larga collocati su struttura ammortizzata e gambe di forza anch'esse dotate di ammortizzatori, integrati posteriormente da un ruotino d'appoggio posizionato sotto la coda. Nelle versioni imbarcate verrà integrato da un gancio d'arresto per facilitare le operazioni di appontaggio.
La propulsione era affidata al motore Hitachi Ha-42, un radiale a 9 cilindri collocati su un'unica stella e raffreddato ad aria in grado di erogare, nei modelli di produzione in serie, una potenza massima pari a 310 hp (231 kW), collocato sul naso del velivolo, racchiuso da una cofanatura metallica e abbinato ad un'elica bipala.
L'armamento difensivo era costituito da una singola mitragliatrice Type 89 calibro 7,7 mm, camerata per il munizionamento 7,7 × 58 mm Arisaka, a disposizione dell'osservatore, mentre quello offensivo, nel ruolo di pattugliamento antisommergibile, consisteva in due bombe di profondità da 60 kg.

## Impiego operativo

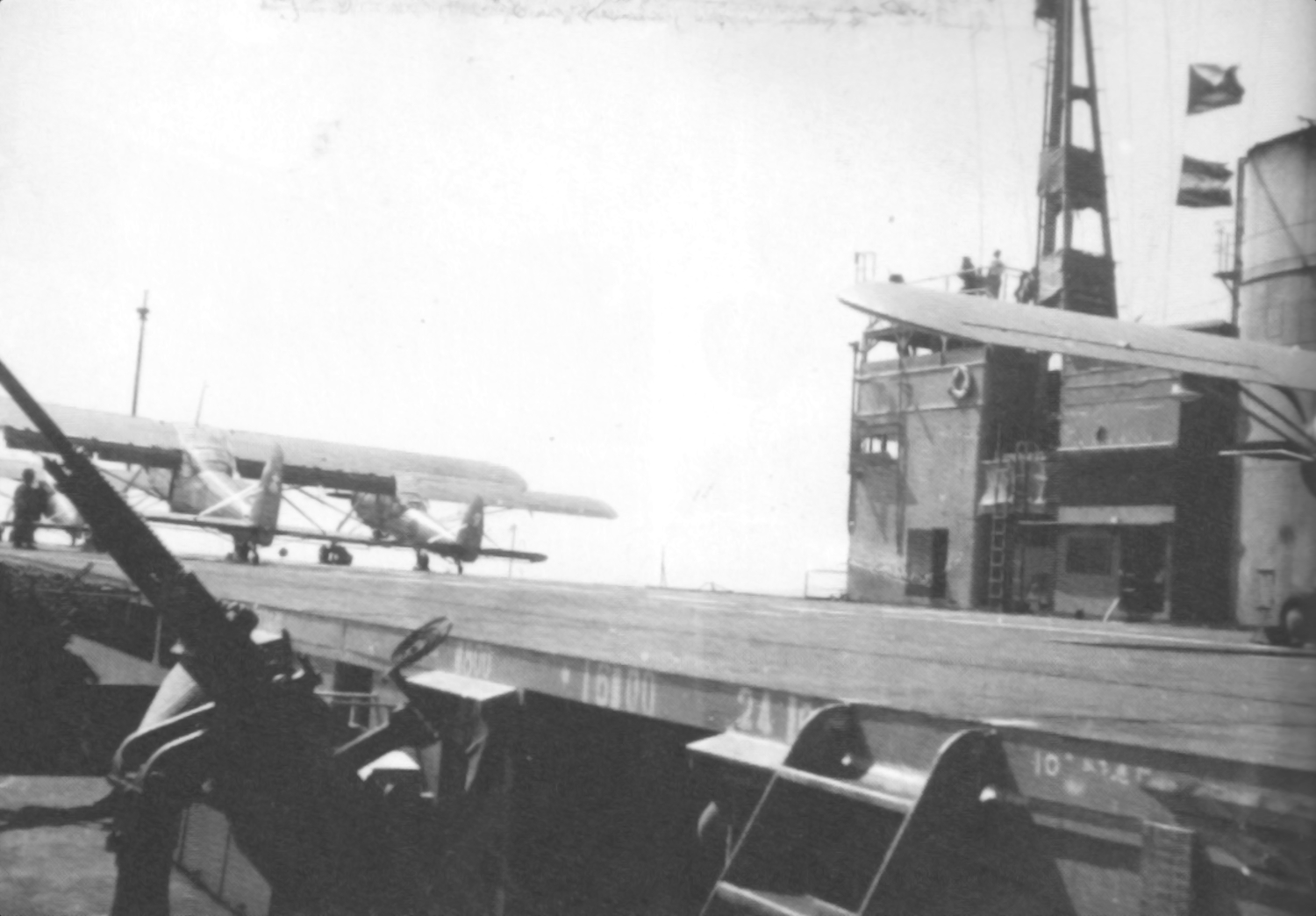
Alcuni Ki-76 sul ponte della Akitsu Maru

Dalla sua introduzione, il Ki-76 venne utilizzato estesamente come aereo da osservazione per la cooperazione con le unità di artiglieria dell'Esercito imperiale e come aereo da collegamento sino al termine della seconda guerra mondiale. La produzione terminò nel corso del 1944, in quanto si preferì dare la priorità ad altri tipi di velivoli.
Un impiego molto particolare fu quello di aereo per il pattugliamento antisommergibile sulla portaerei di scorta (considerabile un primo abbozzo di nave d'assalto anfibio) Akitsu Maru, che era in carico all'Esercito imperiale e non alla Marina. Date le spiccate caratteristiche di decollo e atterraggio corto del velivolo, si pensò di munire la nave, ottenuta da una conversione di un mercantile, di un corto ponte di volo per l'impiego dei Ki-76. Per poter essere utilizzati sulla portaerei, questi vennero muniti comunque di un gancio d'arresto e degli attacchi per due bombe di profondità da 60 kg in funzione antisommergibile. La dotazione normale di Ki-76 sulla nave era di sette unità.
L'utilizzo del velivolo in questa configurazione non diede alla fine i risultati sperati, per cui in seguito i Ki-76 finirono per venir sostituiti sulla portaerei con gli autogiri Kayaba Ka-1.

## Utilizzatori
Giappone
- Dai-Nippon Teikoku Rikugun Kōkū Hombu

## Velivoli comparabili
- Fieseler Fi 156
- IMAM Ro.63
- Morane-Saulnier MS.505

### Pubblicazioni
- Tullio Marcon, Le denominazioni dei velivoli giapponesi, in Storia Militare, VIII, n. 81, Parma, Albertelli Edizioni Speciali srl, giugno 2000.